# Propaganda

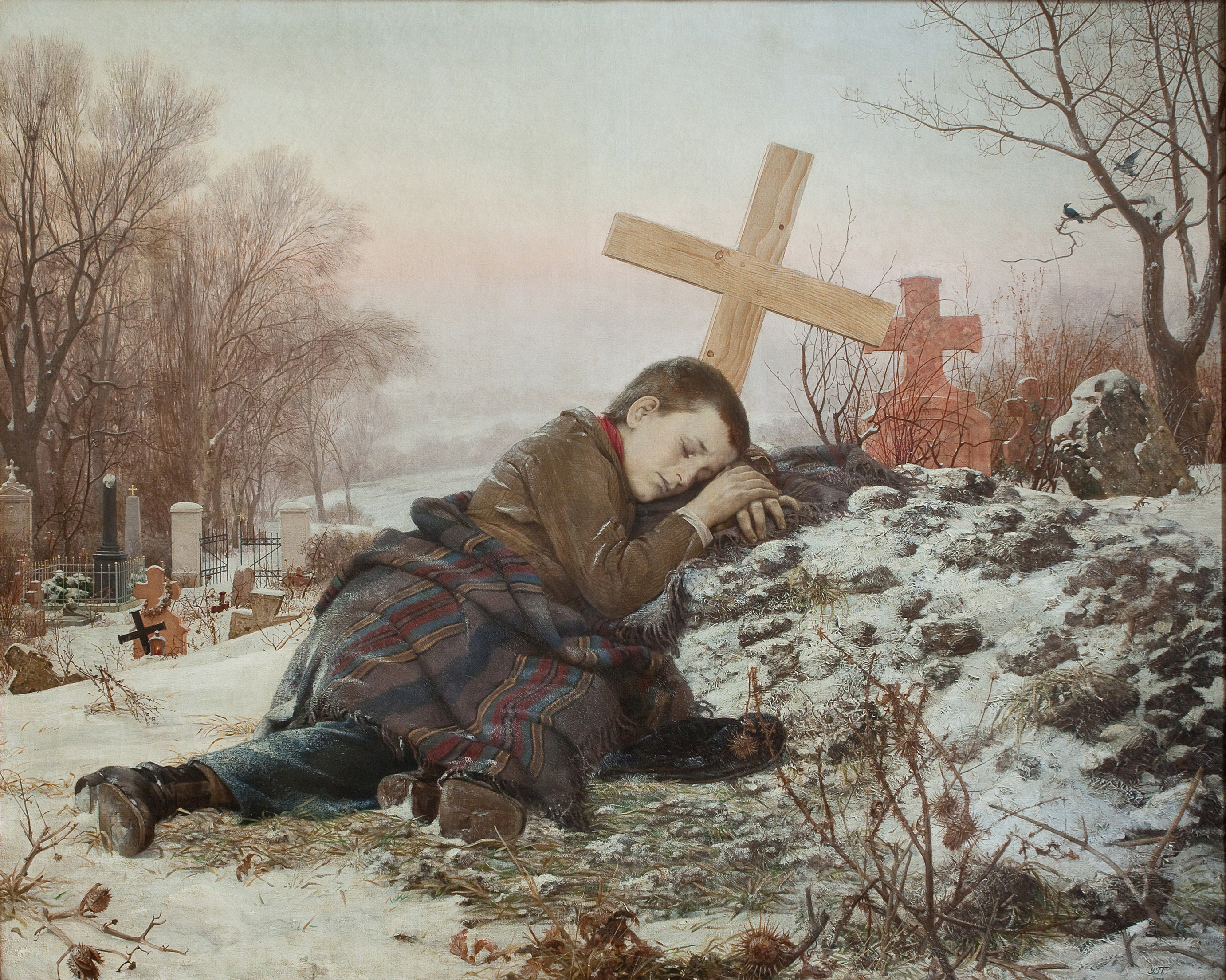
Under Bosnienkriget (1992-1995), publicerade den serbiska tidningen Večernje novosti ett reportage med en bild som tycktes vara från Bosnien med titeln "Болно подсећање" ("smärtsam påminnelse") och valde att illustrera detta med Uroš Predić's tavla från 1888. Tavlan förfalskades dock för att se ut som ett faktiskt fotografi från det krigshärjade området och tidningen valde att kommentera bilden: "Serbisk pojke vars hela familj mördades av Bosniska muslimer". Originaltiteln på Predić's målning är i själva verket "föräldralöst barn vid sin moders grav".

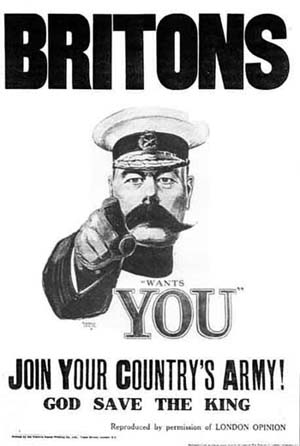
Brittisk propagandabild från 1914, med uppmaning att ta värvning i armén efter första världskrigets utbrott. Bilden föreställer krigsministern, lord Kitchener.

Propaganda (av latinets propagare, 'fortplanta', 'utbreda') är information som sprids för att påverka vad människor tycker, tror och gör. Den kan innehålla fakta, halvsanningar eller rena osanningar. Till skillnad från utbildning, som vill ge en balanserad bild, fokuserar propaganda på utvalda perspektiv och kan förvanska information för att styra hur folk tänker. Vad som uppfattas som propaganda är subjektivt. Samma budskap kan ses som information eller manipulation, beroende på mottagarens åsikter och förväntningar.
Propaganda är en viktig del av psykologisk krigföring, och den som sänder budskapet är som regel part i målet.
Ordet propaganda har på svenska, liksom i de flesta västerländska kulturer, en laddad innebörd, även om det ibland kan ses som ett positivt ord – som regel är propaganda ett positivt epitet bara under förutsättning att en person samtycker till innehållet i det meddelande som avses.

## Olika typer av propaganda
Grundvillkoren för propaganda är desamma som för reklam; annonsering kan mycket väl ses som propaganda, även om propaganda i svenska som regel inte används om kommersiella budskap. Oftast har propaganda politiskt eller nationalistiskt budskap och tema.[källa behövs] Den kan ta formen av flygblad, affischer samt tv- och radioreklam eller spridas via Internet.
Propaganda kan också i en mer begränsad och strikt mening avse rent falsk information som sprids uteslutande till mottagare som redan står på samma sida som den som sprider desinformationen. Bakom detta agerande ligger antagandet att den som misstror en sak ständigt kommer att ansättas av tvivel – eftersom tvivel är oroande (jämför kognitiv dissonans) kommer den tvivlande att vara mottaglig för lugnande och styrkande budskap som släcker tvivlet, från dem som styr. Sådan propaganda är alltså riktad uteslutande till den som redan i någon mån är positivt inställd till saken.

### Makthavarens propaganda
Kärnan i ordets vanligaste betydelse avser att avsiktligt sprida osann eller vilseledande information i syfte att stödja en politisk åsikt, framför allt för att stötta sittande makthavare. Den som sprider propagandan avser att förändra folks bild av en fråga eller deras förväntningar på ett sätt som sammanfaller med spridarens egna mål. Ofta kopplar odemokratiska makthavare bruket av propaganda till bruket av censur – om en person eller myndighet ur mediautbudet med hjälp av censur tar bort oönskad information blir hela mediautbudet en propagandakanal för makthavaren. Det som skiljer propaganda från argumentation i stort är accepterandet av oriktig eller osaklig framställning för att främja ett syfte. Den amerikanske lingvisten Noam Chomsky har utvecklat en "propagandamodell" i sin kritik av USA:s utrikespolitik. Han menar att "propaganda är för en demokrati vad våld är för en diktatur".

### Religiös propaganda
I USA används termen ofta i beskrivningar av nya religiösa rörelser och dessas kommunikation; se sekt. Dels beskylls rörelserna ibland för propaganda, dels kritiseras avfällingar och före detta medlemmar som kritiserar rörelserna ofta av rörelserna själva för att bedriva propaganda.

### Propaganda i krig

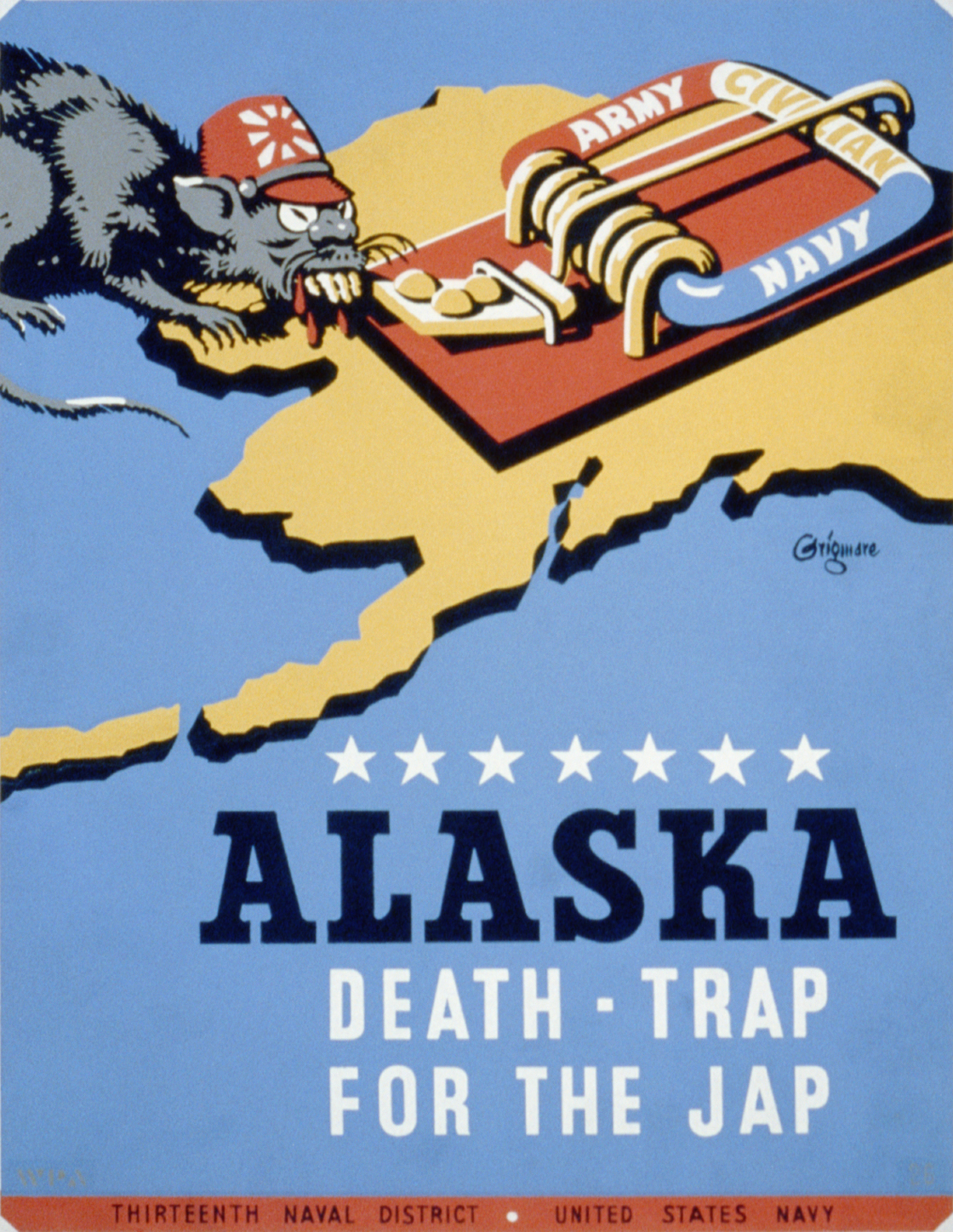
Japaner, representerade som en råtta, på en amerikansk propagandaaffisch från andra världskriget

Propaganda är ett viktigt vapen i krig. Den kan utnyttjas på många olika sätt och i olika roller, exempelvis för att avhumanisera och skapa hat mot fienden, vare sig det rör sig om en yttre eller inre fiende. Propaganda polariserar som regel, i motsats till sämjande avsikter. Avsikten är att skapa en särskild – och avsiktligt ofullständig eller falsk – bild av någon eller något. Laddade ord och bilder används (eller utelämnas) i avsikt att väcka känslor, och sprida uppfattningen att saker skett trots att det inte är sant. Ofta avser propaganda att få den egna befolkningen att tro att orättvisor begåtts, att de själva är offren och fienden förövaren. Ur propagandans synvinkel är det irrelevant om det är sant eller falskt, så länge budskapet är trovärdigt nog att spridas och slå rot. 
Propaganda och informationskontroll är sedan länge en etablerad del i den psykologiska krigföringen.

## Spridning och källor
Propaganda kan klassificeras utifrån källan den kommer ifrån:
- Vit propaganda har en tydligt och korrekt angiven källa.
- Svart propaganda framställs som om den kommer från en vänskapligt inställd källa men kommer i själva verket från en motståndare.
- Grå propaganda utger sig för att ha en neutral källa men kommer i själva verket från en fiende eller motståndare.

Det finns många sätt att främja mottagligheten för propagandabudskapet. Sparsamt använt kan desinformation vara mycket framgångsrik och accepteras i många fall i utbildningssystem och etablerade kanaler. Mycket få ifrågasätter vad de lärt sig i skolan, så uppgifterna kommer att vidarebefordras av journalister och föräldrar och på så sätt stärka bilden av väl etablerade "fakta" som inte behöver kontrolleras, trots att ingen trovärdig källa finns över huvud taget. Desinformationen får på så vis eget liv och behöver inte aktivt uppehållas av den som spridit den.
Denna genomsyrande propaganda kan användas för att uppnå politiska mål: genom att ge medborgare falska uppfattningar, eller intryck om sitt politiska system, kan dessa fås att förkasta eller misstro förslag, källor eller fakta.

## Propagandans historia
Den senlatinska betydelsen av propaganda är "saker som borde framföras (spridas vidare)". År 1622, under 30-åriga kriget, skapade Gregorius XV Congregatio de Propaganda Fide ("Församlingen för spridandet av tron"), en kommitté av kardinaler med uppgift att övervaka spridandet av kristendomen via mission i okristnade länder. Termen avsåg då inte falsk information; den moderna politiska innebörden tillkom först under första världskriget och ryska revolutionen.
Propaganda har sannolikt förekommit så länge som människan kunnat behärska tillräckligt abstrakta begrepp och manipulera språket. Latinska författare och talare behärskade tekniken till fulländning (jämför exempelvis Titus Livius). En djupare insikt i propagandan och dess natur kom först i och med Creel-kommissionen, som tillsattes av den amerikanske presidenten Woodrow Wilson för att påverka de amerikanska medborgarna att stödja ett ingripande i första världskriget på Storbritanniens sida, och bland andra hade journalisten Walter Lippmann och psykologen Edward Bernays som medlemmar. Creel-kommissionen var oerhört framgångsrik i sitt arbete och framkallade en stark antitysk stämning. Bland de som imponerades fanns inte bara amerikansk industri (som såg reklampotentialen) utan också Adolf Hitler. Storskalig manipulation av känslor och stämningar föreföll genomförbar. Bernay blev den som myntade begreppen.
Nutida PR-industri är en direkt efterföljare till Lippman och Bernays arbete, som fortfarande används inom USA:s administration. Lippman och Bernays själva drev en framgångsrik reklamfirma under förra halvan av 1900-talet.
Datorspelet America's Army, distribuerat av amerikanska regeringen under första åren på 2000-talet, hade som uttalat mål att uppmuntra intresse för att bli militär. Enligt en undersökning (gjord av I for I Research) uppgav 30 % av de ungdomar, som angivit en positiv syn på armén, att de fått denna uppfattning genom att spela America’s Army.

### Sverige
I kampen om den politiska makten i Kalmarunionen använde kung Karl Knutsson (Bonde) propaganda för att ställa sig själv i så god dager som möjligt. I kungens kansli skrev Johan Fredebern Karlskrönikan och Engelbrektskrönikan för att visa att kungen hade tagit upp Engelbrekt Engelbrektssons program för att bli av med danskarna och varför Karl Knutsson ägde större rätt till Sveriges tron än Kristian I. I krönikan går författaren till storms mot Karl Knutssons fiender som hånas och förlöjligas.
Även Gustav Vasa och hans söner använde sig av propagandistisk historieskrivning, exempelvis berättelserna om Gustav Vasas flykt undan danskarna i Dalarna, som den skildras i Peder Svarts krönika.

### Finland
Under vinterkriget och fortsättningskriget ledde Reino Palmroth, militär och radioman, arméns radiosändningar med nyheter och nedvärderande musik om fienden. Sedan 1941 var Palmroth med att organisera vapenbrödraaftnar efter inspiration från det tyska propagandamaskineriet. Propagandamusik utgavs också på grammofonskivor. Några av låtarna förbjöds efter separatfreden med Sovjetunionen 1944.

### Nazityskland
Huvuddelen av propagandan i Nazityskland producerades av det tyska propagandaministeriet, Reichsministerium für Volksaufklärung und Propaganda (tysk förkortning PROMI). Joseph Goebbels fick befälet över ministeriet kort efter Hitlers maktövertagande 1933. Alla journalister, författare, skribenter och konstnärer var tvungna att registrera sig under en av ministeriets avdelningar för press, musik, teater, film, litteratur eller radio.
Nazistledningen var övertygad om att propaganda skulle vara ett nödvändigt och användbart redskap för att uppnå sina mål. 
Hitler hade imponerats av de allierades propaganda under första världskriget och ansåg att den varit en av huvudorsakerna till det moralsammanbrott och de revolter som uppstod på hemmafronten och i flottan under 1918. Tillsammans med Goebbels gick han nästan dagligen igenom nyheterna och talade om hur han ville ha informationen hanterad; Goebbels förde sedan ut budskapet om hur saker skulle behandlas via olika högre tjänstemän. Nyhetsuppläsare och journalister fick inte publicera sina alster utan godkännande i förväg. Dessutom hade Hitler och flera andra högt placerade nazister (exempelvis Reinhard Heydrich) inga som helst skrupler om att publicera information som de mycket väl visste var falsk. Att avsiktligen sprida sann information har setts som själva kärnan i en doktrin som efter ett citat av Hitler ibland kallats "den stora sanningen" och som utgår från grundantagandet att det i en sanning alltid finns en större övertalningspotential än i en liten, genom att den lättare påverkar "massans" primitiva känslor snarare än intellektet. Den tyska propagandan tillskrev judarna och engelsmännen denna teknik.
Nazistpropagandan före andra världskrigets utbrott hade flera klart utpekade målgrupper:
- Tysk publik påmindes ständigt om bilden av det kämpande nazistpartiet och det kämpande Tyskland, vars fiender – framför allt judar – fanns både inom och utom Tyskland.
- Etniska tyskar i länder som Tjeckoslovakien, Polen, Sovjetunionen och de baltiska staterna fick höra att blodsbanden till Tyskland var starkare än bandet till deras nya hemländer.
- Potentiella fiender, som Frankrike och Storbritannien, fick höra att Tyskland inte ville deras folk något illa men att deras ledare sökte krig mot Tyskland.
- Till alla som ville lyssna talade myndigheterna ständigt om hur framstående tysk kultur, vetenskap och militär var.

Fram till slaget om Stalingrad (4 februari 1943) framhävdes de tyska väpnade styrkornas överlägsna skicklighet och styrka i till exempel den välgjorda tidskriften Signal, och den godhet folken visades i de erövrade områdena (judeutrotning och utrensningar var till stor del fortfarande okända). Som kontrast framställdes brittiska och allierade flygare som kallblodiga mördare och särskilt amerikaner utmålades som banditer liknande Al Capone. På samma gång försökte tysk propaganda splittra britter och amerikaner, samt avskärma Sovjet från de båda västliga fienderna.
Efter Stalingrad förändrades huvudtemat i propagandan till att huvudsakligen visa Tyskland som den sista och enda försvararen av vad som kallades "västeuropeisk kultur" emot "bolsjevikhorderna". När vedergällningsvapnen V-1 och V-2 togs i bruk användes de flitigt i propagandan för att visa hur hopplöst företaget att besegra Tyskland verkligen var.
Kända radioprofiler under själva kriget blev Lord Haw-Haw, som riktade sig direkt mot befolkningen i Storbritannien, och Axis Sally som mest talade till amerikanska soldater och deras anhöriga.

### Kalla krigets propaganda
USA och Sovjetunionen använde båda propaganda i stor utsträckning under Kalla kriget. Båda använde film, television och radio för att påverka sina egna medborgare, sin motståndares medborgare och medborgare i andra stater. United States Information Agency drev Radio Free Europe och Radio Liberty, delvis understödda av CIA, och spred grå propaganda via nyheter och underhållning till Östeuropa och Sovjetunionen. Sovjets officiella statliga radiostation Radio Moskva sände vit propaganda, medan Radio Fred och Frihet sände grå propaganda. Båda sidor använde svart propaganda under speciella kristider. Brittiska UD skapade 1948 IRD (Information Research Department), som tog över efter krigstidens institutioner såsom Informationsministeriet, och spred propaganda via både tryck och BBC.
När relationerna mellan Kina och Sovjet kraftigt försämrades på grund av gränskonflikter och ideologiska dispyter startade bägge parter propagandaoperationer riktade mot varandra. Från Sovjet sände bl.a. radiostationerna ”Första augusti” och ”Röda Fanan” (vilka båda, falskeligen, utgav sig för att vara inhemska kinesiska stationer) program på kinesiska som skarpt kritiserade den maoistiska ledningen i Kina och i dess ställe propagerade den sovjetiska sanna socialismen.
Kuba var en stor källa till propaganda riktad mot USA och även i många sammanhang mål för egen propaganda sänd via både svarta och vita radiostationer. Radio Habana svarade med egna program, med att sända vidare program från Radio Moskva såväl som med att sända Voice of Vietnam och dessutom vad som påstods vara bekännelserna från USS Pueblos besättning.
En av de mer belysande insikterna i kalla krigets propagandaverklighet fås av George Orwell, vars romaner Djurfarmen och Nittonhundra-åttiofyra är veritabla instruktionsböcker i propaganda. Romanerna själva användes också som propaganda. Den antistalinistiska Djurfarmen översattes av IRD i avsikt att användas som propaganda och CIA beställde en animerad version av boken - med diverse förändringar i manus för att passa deras egna behov.

### Afghanistan
Under invasionen i Afghanistan 2001 användes enheter för psykologisk krigföring (PsyOps) för att demoralisera talibanernas styrkor och vinna civilbefolkningens stöd. Åtminstone sex EC-130E-flygplan användes för att störa ut lokala radiosändningar och sända propagandaprogram istället.
Broschyrer spreds också över hela landet, med erbjudanden om belöningar för Usama bin Ladin och andra uppsatta motståndare. I broschyrerna utmålas amerikaner som Afghanistans vänner medan talibanerna på olika sätt svartmålas. Andra broschyrer hade till exempel bilder av Mohammed Omar med en bild av ett hårkors över, med texten "We are watching" ("Vi ser") för att övertyga läsare om att motstånd var hopplöst.

### Ryska revolutionen
Ryska revolutionärer under 1800-1900-talen skilde på två olika informationsredskap som bägge täcks av det svenska (och engelska) ordet propaganda, agitation (агитация, agitatsija), och propaganda (пропаганда). Enkelt uttryckt avsåg propaganda framförandet av revolutionära idéer och marxism; grundläggande ekonomisk ideologi, agitation, avsåg att styra folkopinion och skapa politisk oro.

## Propagandaframställning
Ett antal olika metoder används för att framställa meddelanden som förefaller trovärdiga trots att de inte är faktiskt korrekta. Mediet som används för att sprida meddelandet har också studerats men det står ändå klart att informationsspridning inte blir propaganda förrän mediet används för att sprida ett propagandistiskt budskap. Att finna eller konstruera dessa budskap är nödvändigt innan en person kan välja medium. Jämför argumentationsfel.
Utmärkande för propaganda är att den är partisk, försvårar mottagarens kritiska prövning av budskapet och undviker öppna och allsidiga resonemang. För att uppnå det syftet utformas propaganda ofta genom att avsändaren överdriver funktioner som finns i alla texter, men som i denna överdrivna form resulterar i propaganda. De vanligast överdrivna funktionerna är förenkling, förtätning, förstärkning och förklädnad.

### Förenkling
Budskapet är kraftigt förenklad och lätt att fatta och ta till sig. Exempel på tekniker som leder till en förenklat budskap:
- Rationalisering: Fördelaktiga generaliseringar kan skyla tvivelaktiga fakta, gärna med vaga och trevliga fraser.
- Lättsam förklaring: Ett överdrivet förenklat svar till en svår och komplicerad fråga.
- Slogan: En kort och kärnfull fras, gärna parad med lättsam förenkling och etikett. Om en idé kan formuleras i en slogan ska det göras, eftersom en god slogan fortplantar och förevigar sig själv.
- Fokusering: Budskapet visar bara den ena sidan av en sak, inte båda/alla.
- Selektering: Vissa fakta är utvalda, andra är bortvalda, för att stödja det budskap man vill föra fram.
- Slutenhet: Stora delar av budskapet ingår i samma mönster som leder till ett slutligt mål, det önskade budskapet.
- Polarisering: En bild av att debatten är svart eller vit målas upp, inga nyanser kan anas.

### Förstärkning
Delar av budskapet är överdrivet förstärkt på ett värderande och ofta känsloladdat sätt. Exempel på tekniker som leder till en obalanserat förstärkt budskap:
- Bländande ord: Bländande ord är uttryck som är så känsloladdade att de är mycket svåra att värja sig emot. De anspelar på känslor som kärlek till hem och familj, önskan om fred, frihet, ära, heder. Uttrycken förutsätter lyssnarens samtycke utan att denne behöver eller får argumentera.
- Etiketter: Att sätta en etikett med önskad värdering på sin egen eller motståndarens sak.
- Dygdeord: Ord i lyssnarens värdesystem som har en stark positiv laddning – fred, lycka, ledare, trygghet.
- Emfas: Vissa åsikter, slutsatser eller fakta som styrker det budskap som förs fram ges större utrymme eller en mer framskjuten position än andra åsikter, slutsatser eller fakta.
- Kategoriskhet: Den egna åsikten framhålls tvärsäkert och utan analys.
- Konkretion: Det budskap som man vill få fram framförs mer målande och livfullt, motståndarsidans åsikt redogörs för mer fåordigt, knapphändigt och tråkigt.

### Förtätning
Budskapet saknar ord och resonemang som kan tänkas leda till oönskad eftertanke och debatt. Exempel på tekniker som leder till en förtätad text:
- Presumtioner: Budskapet bygger på en eller flera outtalade förutsättningar, som mottagaren inte ges möjlighet att ifrågasätta. Presumtionerna används sen som argument för att den framförda åsikten är den korrekta.
- Syntes: När olika tankar sammansmälts i ett uttryck. Ex. att kommunicera en kommersiellt gångbar bild av företaget blir istället att företaget "säljer sig", i en överdrivet kritik analys av företaget.
- Svårförståeligt fackspråk: Genom att välja ett enda ord, gärna ett fackuttryck eller akademiskt ord, istället för att direkt skriva ut vad det handlar om kan en negativ effekt undanhållas för mottagaren. Ex. "Projektet kan leda till viss miljöpåverkan." "Projektet kan leda till att grundvattnet eller jorden förstörs."
- Intygande: Citat i rätt sammanhang. Den citerades rykte och ställning utnyttjas.

### Förklädnad
Olika tekniker används för att skyla över mindre önskvärda fakta, resonemang eller möjliga slutsatser. Exempel på tekniker som leder till ett förklätt budskap:
- Lögner/halvsanningar: Undvikande av källhänvisningar eller vagt formulerade "sanningar" om vissa fakta.
- Avsiktlig vaghet: Var avsiktligt så vag att publiken själv får tillhandahålla tolkningarna. Det är svårt att värdera ett resonemang en person själv identifierar sig med.
- Intygande: Citat ryckt ur sitt sammanhang. Den citerades rykte och ställning utnyttjas.
- Obestämdhet: Undvikande av preciseringar, som kan underlätta ifrågasättande.
- Försköning: Användning av förskönande omskrivningar av ord. Ex. hygientekniker istället för städare, värnskatt istället för extraskatt.
- Abstraktion: Texten görs abstrakt och konkreta följder av förslaget redovisas inte.

### Struktur
Ett budskap kan också genom sin strukturella uppbyggnad förmås att bli propaganda. Däri ingår att tala utifrån vissa antagna sociala ramar, exempelvis följande enligt följande tekniker:
- Bäst-att-vara-med-effekten: Genom att framställa det som om alla är på väg att ansluta sig till saken och segern är oundviklig kan lyssnare övertalas att ansluta sig "precis som alla andra". Den här tekniken bygger på lyssnarens önskan att befinna sig på den vinnande sidan. Saken framställs som en rörelse som det ligger i lyssnarens intresse att ansluta sig till eftersom den helt säkert kommer att segra, alltså utan argument i själva frågan.
- Fiendens fiende: Genom att utmåla en sak som är i motsats till publikens önskningar, associera den med fienden och förklara någon eller sig själv som fiendens fiende har denne utan att lyssnaren behövt ta ställning placerat sig bredvid lyssnaren, och lyssnaren kan fås att ansluta sig till ens egen sak – huruvida associationen mellan fienden och den hatade saken är korrekt eller verklig spelar ingen roll.
- Syndabock: Att utmåla en individ eller grupp som skyldig och därigenom lätta skuldkänslor för en skyldig part och distrahera från vad som verkligen behöver åtgärdas.
- Vädjan till rädsla (skrämselpropaganda): När någon eller något vädjar till rädsla söker detta frammana stöd genom att skapa fruktan hos befolkningen - exempelvis Joseph Goebbels utnyttjade Theodor Kaufmans Germany Must Perish! (Tyskland måste gå under!) för att hävda att de allierade eftersträvade att utrota det tyska folket.
- Vädja till auktoritetstro: Genom att visa välbekanta auktoriteter som ansluter sig till ens sak.
- Argumentum ad hominem - Personangrepp. Att diskutera den andres person istället för att diskutera sakfrågan. Exempel: "Du har fel för att du har så ful slips."
- "Vetenskaplig" namedropping: Genom att hänvisa till något en känd expert och därmed, bevisligen ge budskapet en tyngd. Det kan även ske när experten aldrig uttalat sig för avsändarens ståndpunkt eller att grundfrågan inte ens kan bevisas. Ex. - Nietzsche menade ju att förnuftet är en olycka för mänskligheten, därför är sunt förnuft när det gäller djurens rättigheter inget vi bör eftersträva.
- Insyltning: Budskapet ges en mycket större omfattning än vad som är rimligt. Motståndarsidans åsikter kopplas även när det inte finns skäl för det ihop med starkt negativa värderingar, se Godwins lag,medan det egna budskapet kopplas till starkt positiva värden som demokrati,lönsamhet,kampen mot förtryck eller teknikfientliga bakåtsträvare.
- Bildmissbruk: Genom att använda falska liknelser, mellan områden som egentligen inte berör varandra, skapas överförda betydelser som inte är korrekta. Ex. Informationsfloden på internet kan sägas dränka oss, men risken för omedelbar andnöd och påföljande död är inte alls lik den som finns när en flod med vatten dränker människor. Dramatiken är överdriven och argumentet inkorrekt.
- Modusväxling: Genom att blanda ihop vad man vill ska hända med tanken att det redan hänt, skapas en falsk föreställning om att avsändaren har rätt. Ex. "Delaktighet skapar trygghet", "Vårt budskap sprider sig som en löpeld" och "Vi har marknadens mest nöjda kunder".
- De drabbades perspektiv: Hänvisning till grupper allmänheten anses ha sympati för. Grupperna - "vanliga människor", "mannen på gatan", "de stackars barnen", "utsatta kvinnor" - kan sällan dementera uppgifterna.
- Överföring: Projektion av positiva eller negativa egenskaper på en individ eller grupp. Det skapar ett känslomässigt gensvar och ställningstagande.

### Logiska felslut
I propaganda ingår mycket ofta olika typer av s.k. logiska felslut. Felslut, eller falsk slutledning brukar definieras såsom en slutsats som inte följer logiskt på premisserna.
Logiska felslut utgörs ofta argument som på ett eller annat sätt inte är korrekta eller renhåriga men som ofta fungerar i detta sammanhang. Vanliga felslut är t ex:
- Cirkelargument - Argument där man utgår från det som skall bevisas.
- Ekvivokation - Att använda ett ord med flera betydelser i samma argument som om de vore samma. Exempel: "Livet är en strid. Striden är en kamp. Kampen är en häst. Hästen är en dragare. Dragaren är ett stadsbud. Stadsbudet är en knöl. Knölen är en potatis. Alltså är livet en potatis."
- Post hoc ergo propter hoc (sv. "Efter händelsen, därför på grund av händelsen") - när man antar att bara för att något sker före, eller i samband med, något annat finns ett orsakssamband. Exempel: "Tuppen gal alltid före soluppgången. Därför beror soluppgången på att tuppen gal."

### Kommunikationen av det färdiga meddelandet
Vanliga metoder för att sprida propagandabudskap inkluderar:
- nyhetsbulletiner
- Facebook
- Twitter
- officiella rapporter
- historieomskrivning (se historierevisionism)
- förenklad vetenskap
- böcker
- flygblad
- film
- radio
- television
- affischer
- tv-spel

Dessa kan bakas in i olika talkshows, tillhandahållas olika medier och nyhetskällor eller drivas som annonskampanjer – kubanska OSPAAAL ger ut tidningen Tricontinental som innehåller affischer ihopvikta på särskild plats i tidningen, lätta att dra ut och sprida vidare.

## Galleri

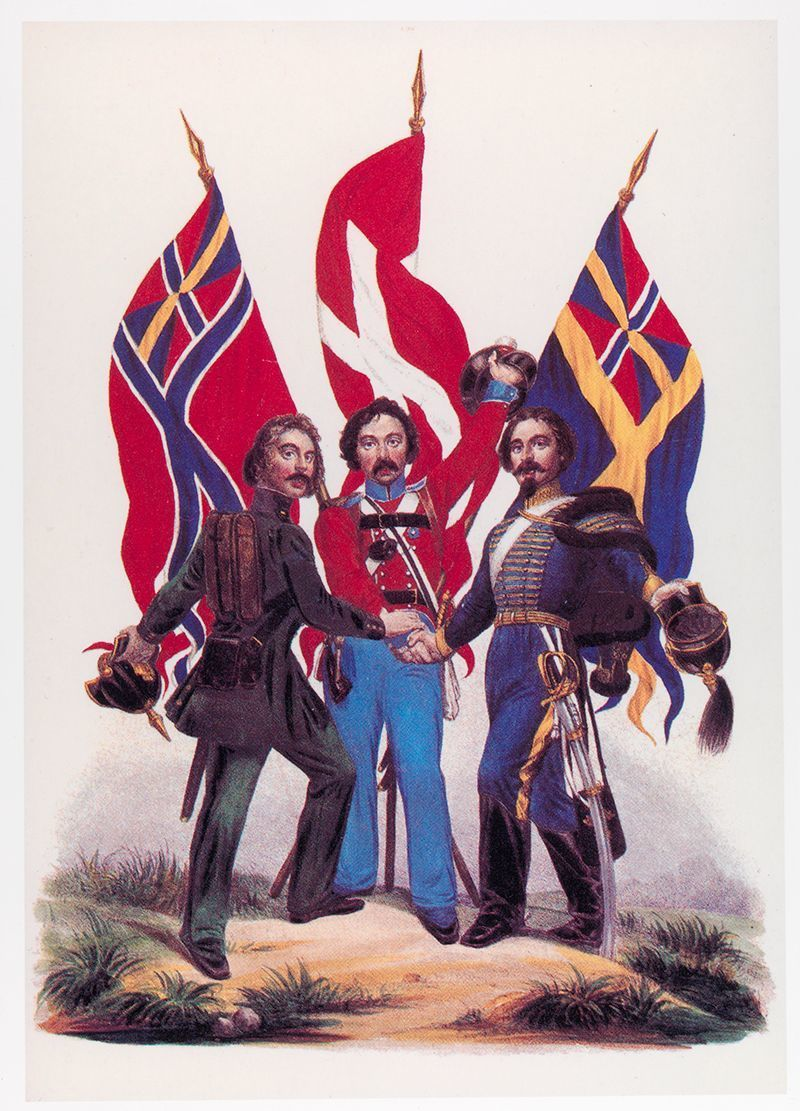
Propagandaaffisch föreställande skandinavismen.
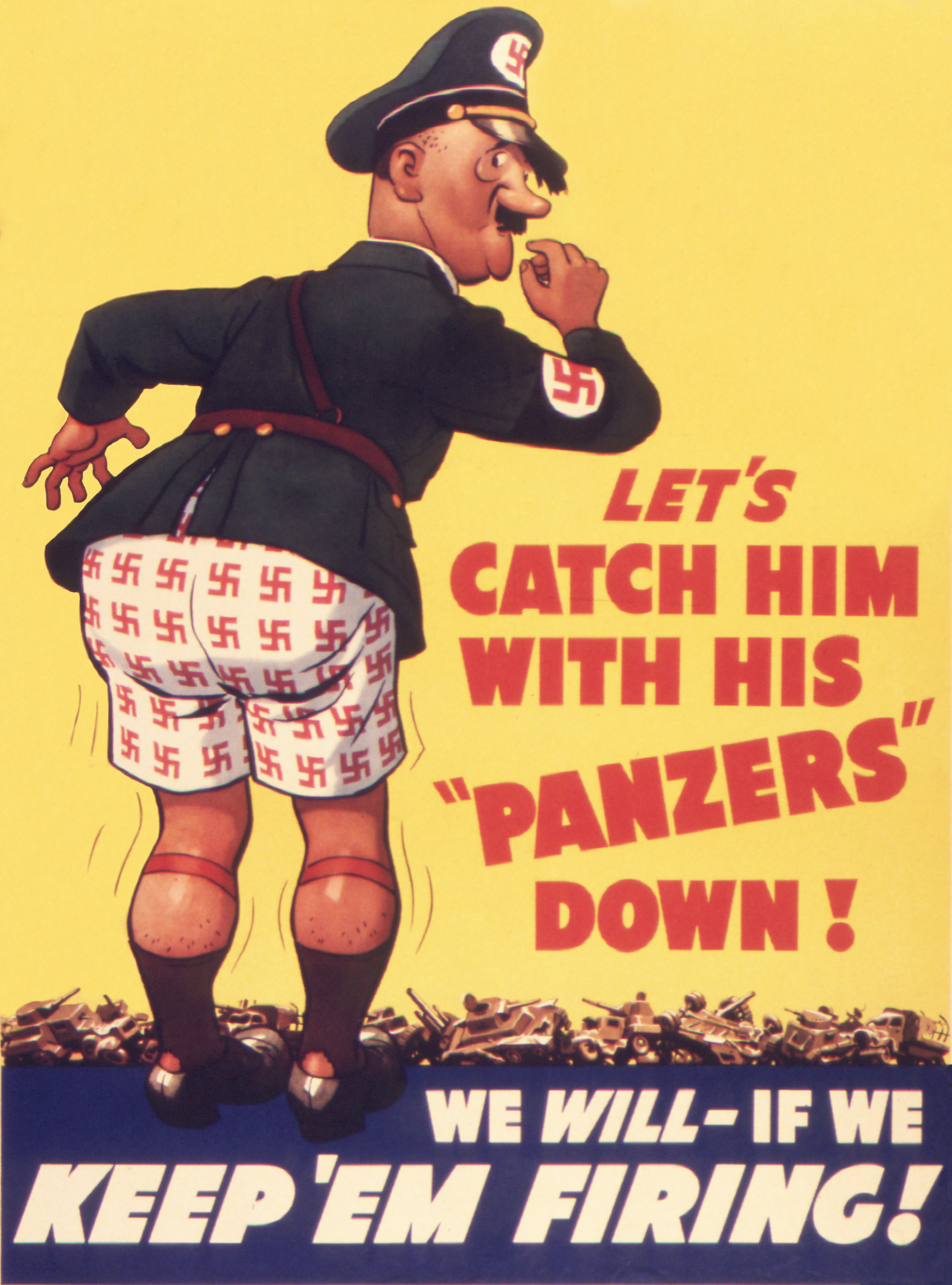
Amerikansk propaganda från andra världskriget, föreställande Adolf Hitler.
Antijapansk propaganda från USA under andra världskriget.
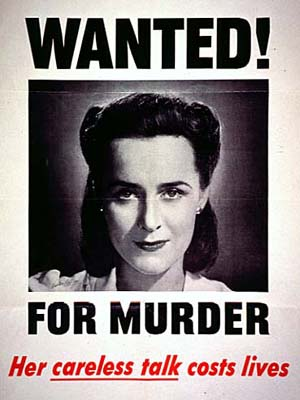
Den amerikanska motsvarigheten till den svenska tigern – en affisch som varnar civila för faran i att tala om exempelvis trupprörelser.
Den amerikanska rekryteringsaffischen med Uncle Sam.
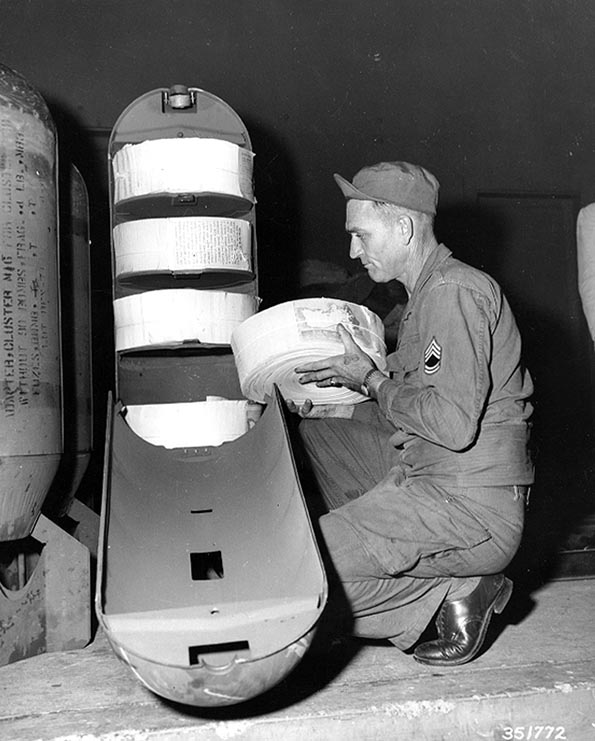
Soldat som packar flygblad i en flygbladsbomb under Koreakriget.
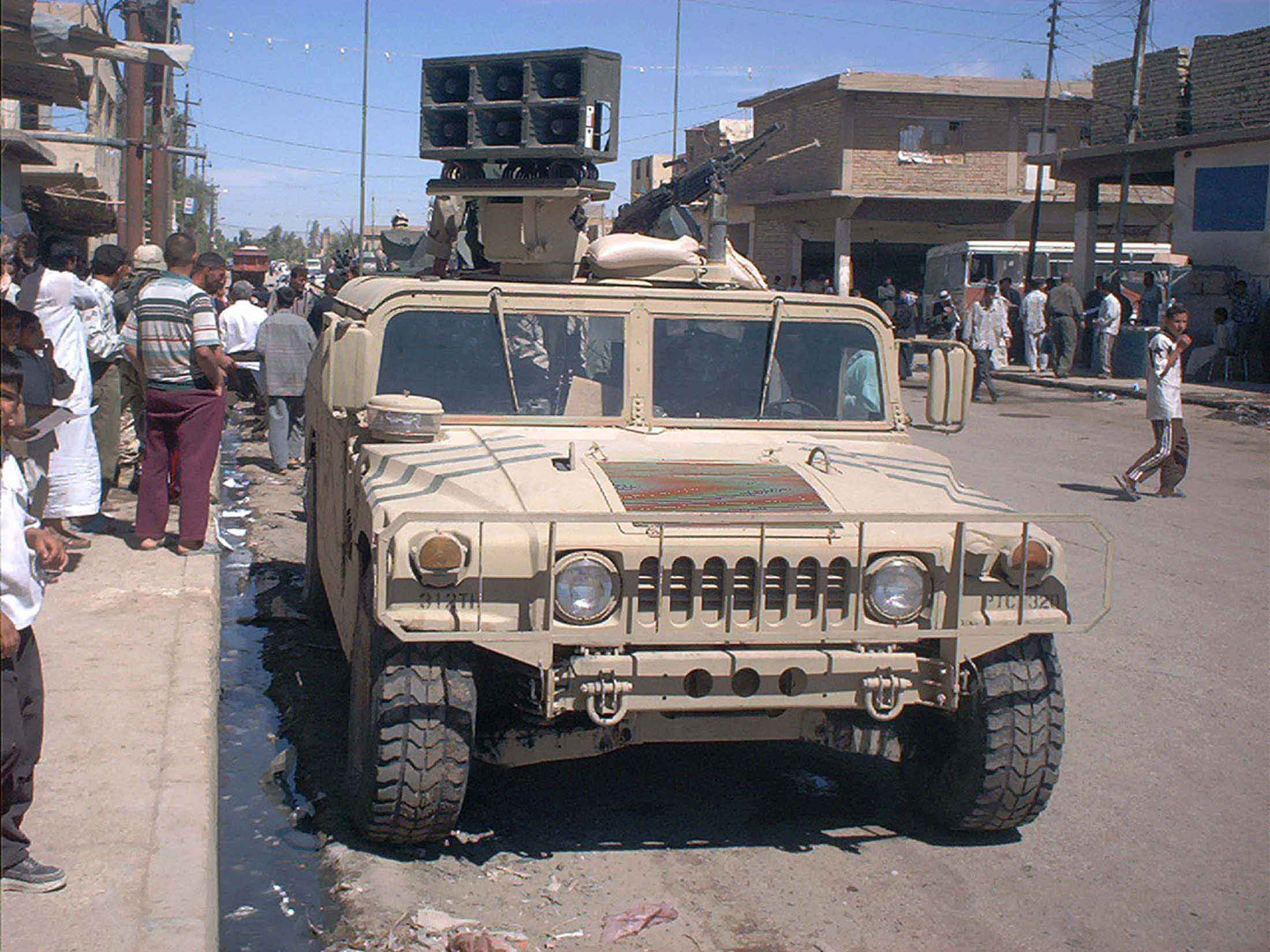
US Marines 350th PSYOPS Company delar ut flygblad och spelar upp meddelanden i al-Kut, Irak 2 maj 2003.
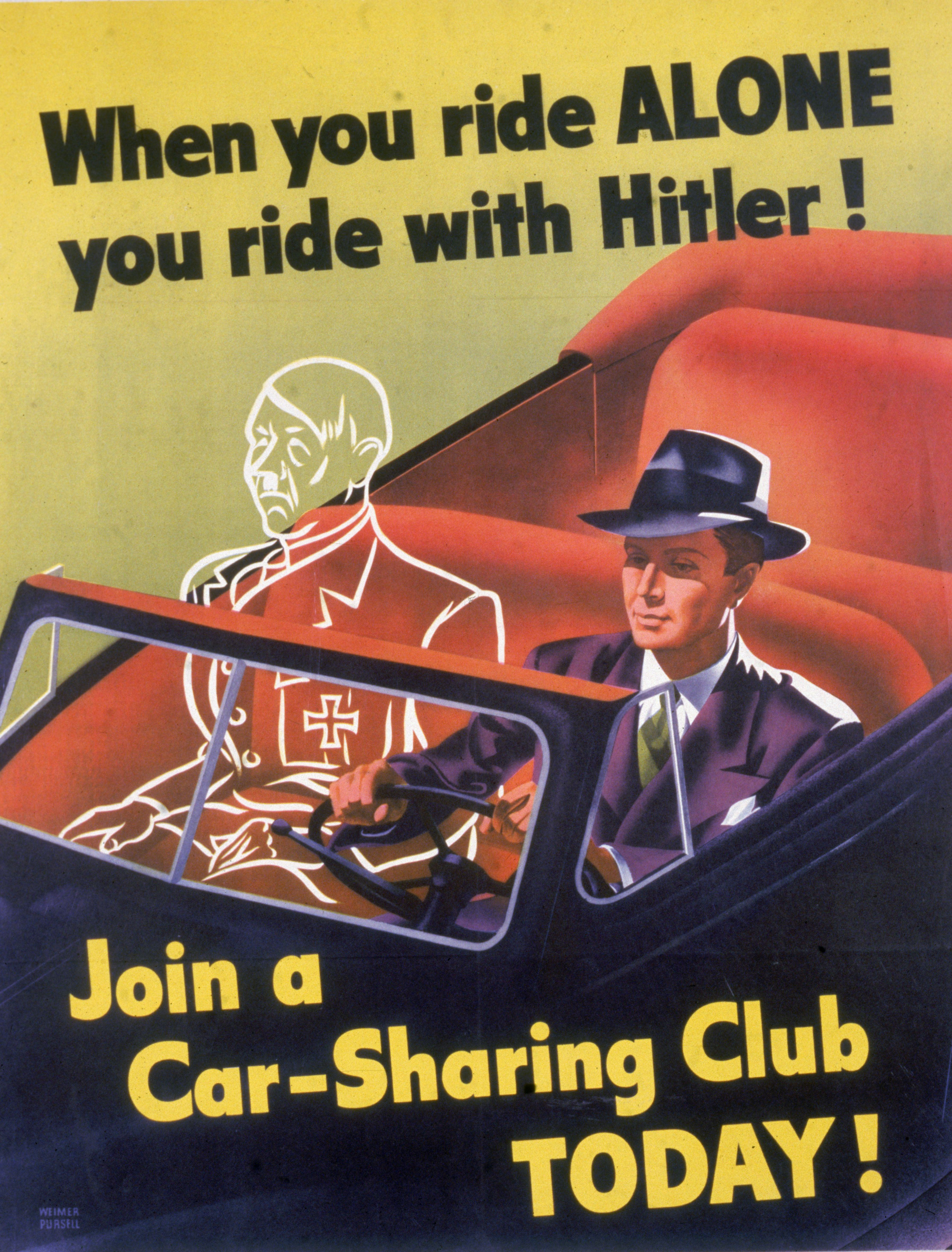
Propaganda för att bilpoola.

## Källhänvisningar
- Propaganda i engelskspråkiga Wikipedia 11 november 2004, där följande anges som källor:
  - Disinfopedia, "the encyclopedia of propaganda"
  - Howe, Ellic. The Black Game: British Subversive Operations Against the German During the Second World War. London: Futura, 1982.
  - Edwards, John Carver. Berlin Calling: American Broadcasters in Service to the Third Reich. New York, Prager Publishers, 1991. ISBN 0-275-93905-7.
  - Linebarger, Paul M. A. (aka Cordwainer Smith). Psychological Warfare. Washington, D.C., Infantry Journal Press, 1948.
  - Shirer, William L. Berlin Diary: The Journal of a Foreign Correspondent, 1934-1941. New York: Albert A. Knopf, 1942.
  - Mycket av informationen i artikeln är hämtad från: "Appendix I: PSYOP Techniques" from "Psychological Operations Field Manual No.33-1" utgiven av Headquarters; Department of the Army, i Washington DC, 31 augusti 1979. (delar av innehållet här)
  - The PsyWarrior
  - New Scientist: Psykologisk krigföring i Afghanistan